# Markas
Markas (alternativt Markaz) är en administrativ enhet i Egypten, en nivå lägre än guvernement.
Egyptens guvernement är uppdelade i enheter som kallas markas och kism, där markas är ett distriktliknande område medan kism avser mestadels större städer. En markas är i sin tur uppdelad i mindre administrativa enheter som till exempel städer, byar eller smådistrikt.